# 南克羅斯 (蒙大拿州)
南克羅斯（英語：Southern Cross）是位於美國蒙大拿州鹿棧縣的鬼鎮。

## 歷史
南克羅斯的郵局於1910年設立，其後於1942年停運。

## 地理
南克羅斯所處的海拔為高於海平面2124米（即6970英呎），而該地所採用的時區為UTC-7，即北美山地時區（MST）。同時該地設有夏令時間，為UTC-7調快一小時，即UTC-6（MDT）。